# Contescourt
Contescourt es una comuna francesa situada en el departamento de Aisne, de la región de Alta Francia.

## Geografía
Está ubicada en el valle del río Somme, a 8 km al sur de San Quintín.

## Demografía
| 95 | 73 | 70 | 74 | 79 | 74 | 72 | 62 |
| Para los censos de 1962 a 1999 la población legal corresponde a la población sin duplicidades (Fuente: INSEE [Consultar]) |    |    |    |    |    |    |    |